# Каллистов, Анатолий Георгиевич
Анатолий Георгиевич Каллистов (1908—1974) — советский разработчик пороха, лауреат Сталинской премии 1949 г.

## Биография
Окончил Пермский химико-технологический институт (1930).
В 1930—1937 гг. начальник полигона, с 1937 по 1940 год главный инженер завода им. А. А. Косякова.
С 1940 года главный инженер химического комбината № 100, вместе с которым в 1941 году эвакуировался на Урал, где работал начальником цеха, главным технологом завода им. Кирова.
С 1947 по 1955 год — главный инженер 3-го главного управления министерства сельскохозяйственного машиностроения, министерства машиностроения, министерства оборонной промышленности.
С 1955 года — начальник 3-го ГУ министерства общего машиностроения, с 1957 года начальник 3-го ГУ министерства оборонной промышленности.
В 1957—1959 годах главный инженер НИИ-125.
С 1959 года работал в аппарате Совета Министров СССР.
С 1965 года и до выхода на пенсию — начальник Главной инспекции взрывоопасных производств министерства оборонной промышленности СССР.
Сталинская премия 1949 года.
Награждён двумя орденами Трудового Красного Знамени, орденом «Знак Почёта», медалями.